# 俄羅斯的波蘭人
波蘭人，在目前俄羅斯聯邦有73,000人。這包括本土波蘭人以及第二次世界大戰期間和之後被蘇聯強迫驅逐出境的波蘭人，前蘇聯的波蘭人總數估計高達300萬。

## 1917年前
波蘭人出現在俄羅斯，最早是在18世紀，波蘭立陶宛聯邦被俄羅斯所滅後，許多波蘭人被流放到西伯利亞。1847年俄羅斯刑法改變之後，卡托加苦役制成為俄羅斯帝國對民族起義參與者的常規刑罰。這導致越來越多的波蘭人被送到西伯利亞，其中一些留在那裡，在西伯利亞形成波蘭少數民族。大多數來自19世紀11月起義和一月起義的參與者和支持者，在1905-07年俄羅斯波蘭領地]動亂的參與者和後來蘇聯入侵波蘭做成數十萬人被驅逐出境。
在1860年代，有大約20000個波蘭人生活在西伯利亞。一場由西伯利亞波蘭政治流亡者發動的不成功起義於1866年爆發。
在19世紀後期，由於受到該地區經濟發展的吸引，也有一些波蘭自願定居者前往西伯利亞生活。有數百名波蘭人參加了跨西伯利亞鐵路的建設。但其中許多人即使在服刑後也被禁止離開該地區，因此在那裡形成了一個充滿活力的波蘭少數民族。

## 蘇聯時期
在1917年時，俄羅斯帝國有數百萬波蘭人生活。隨著俄羅斯十月革命和內戰開始，也出現了一些與共產主義運動有關的波蘭人，但大多數波蘭人看到與布爾什維克部隊的合作是對波蘭國家利益的背叛。波蘭作曲家维托尔德·卢托斯瓦夫斯基的父親馬利安和兄弟約瑟夫在1918年在被莫斯科定為“反革命分子”而處決。斯坦尼斯瓦夫在俄羅斯革命時生活在聖彼得堡，對他的作品有深刻的影響，其中許多主題顯示了社會革命的恐怖。也有一些波蘭人出身的革命家，包括捷爾任斯基和康斯坦丁·康斯坦丁诺维奇·罗科索夫斯基。但是，根據他們的意識形態，他們沒有把自己定義為波蘭人，而且共產黨員也認為自己是沒有任何民族情感的蘇維埃公民。同時蘇聯也組織了波蘭共產黨流亡政府和紅軍。

## 在現代俄羅斯
在2002年，俄羅斯有73,000名波蘭國民生活。這包括本土的波蘭人以及第二次世界大戰期間和之後被蘇聯強迫驅逐出境的波蘭人的後人。在2010年俄羅斯的波蘭語人口為47125人。